# Vanesa Montero
Vanesa Yuneth Montero López (Carora, Lara, Venezuela, 22 de febrero de 1996) es una política venezolana, fue la segunda vicepresidenta de la Asamblea Nacional de Venezuela desde enero de 2022 hasta enero del 2023. Es diputada por circunscripción nacional dentro de la V Legislatura. Es secretaria general del Movimiento Somos Venezuela, partido del Gran Polo Patriótico.

## Biografía
Montero es Educadora. A los 12 años de edad ingresó al Partido Comunista de Venezuela, partido que posteriormente abandonó para ingresar al Partido Socialista Unido de Venezuela.[cita requerida] Fue electa en las elecciones de la Asamblea Nacional Constituyente de 2017. En junio de 2018 fue nombrada por el presidente Nicolás Maduro como viceministra de la Juventud Productiva y Trabajadora.
Pocos días después, el 26 de junio, fue designada también por Nicolás Maduro como presidenta de la Corporación Venezolana de la Juventud Productora, una sociedad anónima que tiene como visión consolidar «un conglomerado de empresas nacionales reconocidas por el sector público y privado, de esta manera establecer el desarrollo sustentable que brindará a los Jóvenes Emprendedores y Productores lograr una diversificación en los bienes a comercializar en mercados nacionales».
Participó en las elecciones a la Asamblea Nacional Constituyente del 30 de julio de 2017 siendo electa por la lista de estudiantes sector misiones. Montero es secretaria general del Movimiento Somos Venezuela, fundado en enero de 2018 por Delcy Rodríguez.[cita requerida] El 13 de agosto de 2019 el presidente Nicolás Maduro designa a Montero como nueva ministra de Agricultura Urbana. Al siguiente día, el anuncio de su nombramiento fue removido de las redes sociales oficiales, y fue reemplazada por Gabriela Peña.
En las elecciones parlamentarias de 2020 fue electa diputada a la Asamblea Nacional por la circunscripción nacional, figurando como sexta en la lista del Gran Polo Patriótico Simón Bolívar. En el parlamento pasa a integrar la Comisión Permanente de Política Exterior, Soberanía e Integración. El 5 de enero de 2022 es designada segunda vicepresidenta de la Asamblea Nacional.